# Alexander-Newski-Kathedrale (Łódź)

Die Alexander-Newski-Kathedrale in Łódź, 2012

Die Alexander-Newski-Kathedrale (polnisch Sobór św. Aleksandra Newskiego) im polnischen Łódź ist eine polnisch-orthodoxe Kathedrale im neobyzantinischen Stil. Sie wurde 1880 bis 1884 nach Plänen von Hilary Majewski (1838–1892) errichtet.

## Geschichte
Die Errichtung der Alexander-Newski-Kathedrale steht im Zusammenhang mit einem Ukas des russischen Zaren Alexander II. aus dem Jahr 1877, das im Zuge der Russifizierung die planmäßige Errichtung russisch-orthodoxer Kirchen im Weichselland anordnete, das damals Teil des Russischen Kaiserreiches war. Auf Initiative von Iwan Semjonowitsch Kachanow, des Gouverneurs von Petrokow, wurde noch im selben Jahr der Stadtbaumeister von Łódź, Hilary Majewski, damit beauftragt, den Entwurf einer neuen Kirche für die örtliche russisch-orthodoxe Gemeinde auszuarbeiten.
Aufgrund der ungeklärten Finanzierung musste das Projekt jedoch vorläufig auf Eis gelegt werden. Erst das misslungene Attentat auf den Zaren am 14. April 1879 brachte die Wende. Der rasch gefasste Plan, in Łódź eine Votivkirche für die glückliche Rettung des Zaren zu errichten, löste eine ungeahnte Spendenflut unter den vermögenden Industriellen der Stadt aus. Am 8. Mai 1880 schließlich konnte der Dechant von Petrokow, Konstantin Ryschkow, den Grundstein für den Neubau legen. Folgerichtig weihte man die Kirche dem Namenspatron des Zaren und russischen Nationalheiligen Alexander Jaroslawitsch Newski. Die Schlussweihe fand am 29. Mai 1884 im Beisein des Bischofs von Warschau, Leonti, und des neu ernannten Gouverneurs von Petrokow, Nikolai Alexejewitsch Sinowjew statt.
Die Kirche überstand die Entrussifizierung unter der Regierung von Józef Piłsudski und den Zweiten Weltkrieg unbeschadet. Seit 1951 ist sie Kathedralkirche der neu gegründeten polnisch-orthodoxen Diözese Łódź-Posen (Łódź-Poznań). Das Kirchenslawische wird nach wie vor als Liturgiesprache verwendet.

## Architektur und Ausstattung

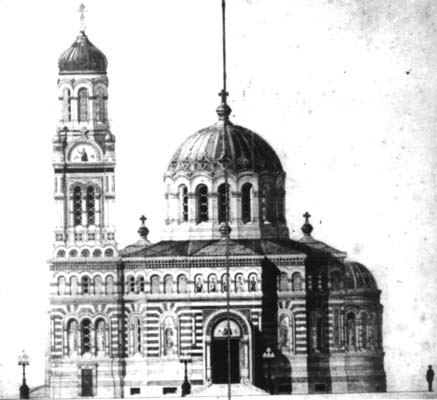
Aufriss

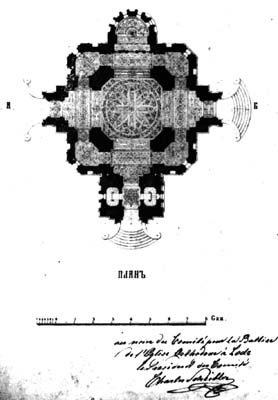
Grundriss

### Außenbau
Der Naos der Alexander-Newski-Kathedrale besitzt nur eine einzige polygonale Kuppel und hat den Grundriss eines Quadrats mit abgeschrägten Ecken. Im Osten schließt sich eine halbkreisförmige Apsis an, die Nord- und Südfassade werden durch vorspringende Risalite aufgelockert, die die Seitenportale enthalten. Das Hauptportal befindet sich im Erdgeschoss des Glockenturms, der im Westen an die Kirchen angebaut ist. Er besteht aus drei sich nach oben hin verjüngenden Vollgeschossen, den Abschluss bildet eine ornamentierte und teilweise vergoldete Zwiebelhaube. Der gesamte Bau weist eine reiche, stark plastische Gliederung aus Gesimsen, Pilastern, Blendarkaturen und dekorativen Giebeln auf, wie sie für die russische Architektur des Historismus typisch ist.

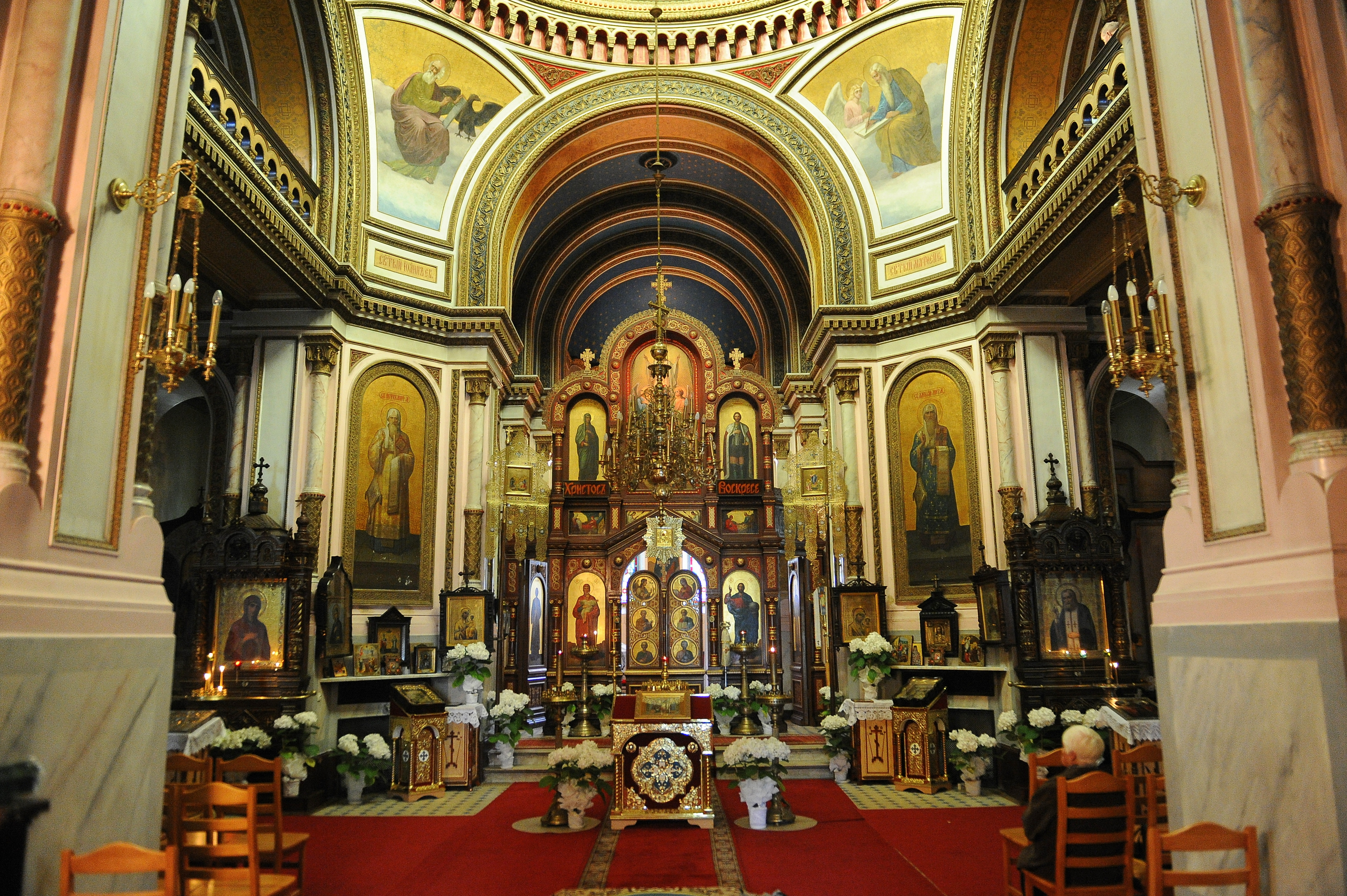
Reichverziertes Inneres der Kathedrale

### Inneres
Der Tambour der Pendentifkuppel ruht im Inneren auf vier massiven Pfeilern mit zum Kuppelraum hin einwärts gewölbten Stirnseiten. Die reiche plastische Gliederung des Außenbaus setzt sich im Inneren in Form von kräftigen Gesimsen, Friesbändern und Ecksäulchen fort, zusätzlich aufgewertet durch die starkfarbige Raumfassung (Ausführung Jungnickel & Nordbruch, Łódź). Die zweirangige Ikonostase wurde nach einem Entwurf des Architekten Majewski bei Camilli in Sankt Petersburg angefertigt, die zugehörigen Ikonen stammen aus der Hand von Wassili Wassiljewitsch Wassiljew. Die Beflurung aus farbigen Tonfliesen stammt von Villeroy & Boch, Mettlach, die Glasmalereien im Chor von A. Zeiler, Breslau. Des Weiteren sind einige Prozessionsstandarten aus Metall erhalten.